# Шеремет
Шеремет (алб. Sheremet) је насељено место у општини Ђаковица, на Косову и Метохији. Према попису становништва из 2011. у насељу је живело 177 становника.
Током Другог светског рата српску цркву у селу Шеремат су порушили Албанци.

## Становништво
Према попису из 2011. године, Шеремет има следећи етнички састав становништва:
| Националност | 2011.        |
| Албанци      | 177 (100,0%) |
| Укупно       | 177          |

| Демографија | Демографија | Демографија |
| Година      | Становника  | Становника  |
| ----------- | ----------- | ----------- |
| 1948.       | 180         |             |
| 1953.       | 181         |             |
| 1961.       | 191         |             |
| 1971.       | 219         |             |
| 1981.       | 281         |             |
| 1991.       | 314         |             |
| 2011.       | 177         |             |